# Thank You Mr. Churchill
Thank You Mr. Churchill è il quattordicesimo album in studio del musicista britannico Peter Frampton, pubblicato nel 2010.

## Tracce
1. Thank You Mr. Churchill - 4:55
2. Solution - 3:49
3. Road to the Sun - 5:10
4. I'm Due a You - 5:00
5. Vaudeville Nanna and the Banjolele - 4:35
6. Asleep at the Wheel - 6:50
7. Suite: Liberte - A. Megumi B. Huria Watu - 7:28
8. Restraint - 3:42
9. I Want it Back - 4:38
10. Invisible Man - 4:51
11. Black Ice - 4:49
12. I Understand - 3:30 [Bonus Track]
13. A Thousand Dreams - 5:17 [Bonus Track]